# Iyaya
Iyaya ist eine hethitische und luwische Göttin, die zusammen mit der Quellgöttin Kuwannaniya verehrt wurde.

## Kulte
Iyaya wurde besonders in den Orten Lapana und Tiura verehrt. Gemäß einer hethitischen Kultbildbeschreibung war ihre Holzstatuette in Lapana eine sitzende verschleierte Göttin mit zwei stehenden Bergschafen links und rechts neben ihrem Thron. In der Stadt Wanata wurde sie zusammen mit dem lokalen Wettergott verehrt und in Taparuta mit dem Gott Šanta, möglicherweise ihr Paredros.
In der Stadt Annitešša wurde für Iyaya und Kuwanniya ein Herbstfest gefeiert, bei dem beiden Gottheiten je ein Schaf geopfert wurde, zudem noch Mehl und Bier. Am Fest wurde Bier ausgeschenkt.

## Iyaya als Frauenname
Nach anatolischem Brauch konnten Personen auch einen reinen Götternamen tragen, wie die Königin Iyaya, Frau des hethitischen Großkönigs Zidanta II. Möglicherweise liegt der Göttername auch im pisidischen Frauennamen Iaie (Ιαιη) vor.